# Sinocyclocheilus hugeibarbus
Sinocyclocheilus hugeibarbus är en fiskart som beskrevs av Li och Y. Ran 2003. Sinocyclocheilus hugeibarbus ingår i släktet Sinocyclocheilus och familjen karpfiskar. Inga underarter finns listade i Catalogue of Life.